# Xperia Z4
Sony Xperia Z4（ソニー エクスペリア ゼットフォー）とは、ソニーモバイルコミュニケーションズによって開発された第4世代移動通信システム対応のAndroid搭載端末である。発売日はdocomo、au、SoftBankともに2015年6月中旬。
グローバルモデルではXperia Z3+という名称が使用されており、Z4の名称は国内キャリア発売のもののみとなる。

## 概要
Xperia Z4は、Sony Xperia Z シリーズの5代目であり、ディスプレイは5.2インチFULLHDの液晶。SoCはSnapdragon 810のMSM8994(2.0GHz4コア+1.5GHz4コアの8コア)を搭載し、3GBのメモリと、32GBのROMを搭載している。
カメラのイメージセンサは裏面照射型CMOSのExmor RS for mobileとなっており、背面カメラが20.7メガピクセル、前面が5.1メガピクセルである。ビデオは4Kでの撮影に対応している。
なお、当端末よりマグネットタイプの充電端子が廃止されているが、これはMicroUSB端子部分のキャップレス化によるもので、これと同時にそれまでZ1以降採用されてきていたマグネットタイプの卓上ホルダの設定も廃止されている。

## 備考
- 日本国内のSIMロック解除義務化に伴い、このモデルより日本国内でも各キャリアのWebサイトやショップ店頭などでSIMロックの解除が可能となる。NTTドコモは前回のSIMロック解除から半年経過していれば購入直後でもロックが解除可能、auとソフトバンクは購入してから180日経過していれば解除が可能となる。